# Даніель Роландер
Даніель Роландер (швед. Daniel Rolander, 1725 — 10 серпня 1793) — шведський ботанік та ентомолог, один з «апостолів Ліннея».

## Біографія
Народився у ландскапі Смоланд у 1725 році.
Навчався в Упсальському університеті. Його вчителем був видатний шведський вчений Карл Лінней. З 1755 до 1756 року він брав участь у експедиції у Суринамі. У 1755 році Даніель Роландер вивчив багато рідкісних рослин Суринаму.
Помер у місті Лунд 9 серпня 1793.

## Наукова діяльність
Данієль Роландер спеціалізувався на насіннєвих рослинах.